# Arkade
En arkade er en række sammenhængende, bueformede åbninger i mur- eller træværk. Ordet anvendes også om en søjlerække med buer over. Ordet kommer af det latinske arcus, bue. I middelalderens kirkearkitektur danner arkaden nederste etage i midterskibets vægge, triforium midterste etage og klerestorievinduene den øverste.
Begrebet arkade anvendes undertiden om et indtrukket felt på en vægflade som arkitekturudsmykning og kaldes blændingsarkade, se blænding.
Ligeledes bruges udtrykket arkade om en overdækket gang, som er åben på en eller flere sider gennem en arkaderække. Den kaldes også galleri eller loggia.